# Schilthorn
Schilthorn är ett berg i Schweiz.   Det ligger i distriktet Interlaken-Oberhasli och kantonen Bern, i den centrala delen av landet, 50 km sydost om huvudstaden Bern. Toppen på Schilthorn är 2 970 meter över havet, eller 432 meter över den omgivande terrängen. Bredden vid basen är 6,8 km.
Terrängen runt Schilthorn är huvudsakligen bergig, men den allra närmaste omgivningen är kuperad. Närmaste större samhälle är Spiez, 17,9 km nordväst om Schilthorn. 
Trakten runt Schilthorn består i huvudsak av gräsmarker. Runt Schilthorn är det glesbefolkat, med 20 invånare per kvadratkilometer.